# Pellinore
Pellinore, o ser Pellinore o re Pellinore, è un personaggio leggendario del ciclo bretone, sovrano alleato di Re Artù e cavaliere della Tavola Rotonda.

## Biografia
Pellinore è figlio di re Pellam e fratello di re Pelles, e lui stesso è re di Listenoise o delle Isole. Entrambi i luoghi non sono facilmente identificabili e possibilmente sono immaginari. Listenoise è, secondo un'interpretazione, la regione in cui si trova il castello di Carbonek, nel quale è custodito il Sacro Graal. Per le "isole" è stata suggerita Anglesey. Talvolta Pellinore viene chiamato "Re Ferito", visto che, secondo una versione della leggenda, egli fu colpito da una lancia e ricevette una ferita maledetta, che non guariva mai ma nemmeno lo uccideva, fino a quando non lo salvò il potere del Sacro Graal. In altre versioni invece tale ferita era stata inferta a suo fratello, il Re Pescatore. Pellinore è poi padre di diversi figli, sia legittimi sia extraconiugali, fra questi Tor, Aglovale, Lamorak, Dornar e Perceval, tutti cavalieri della Tavola Rotonda assieme al padre, nonché una figlia, Elaine di Listenoise, che assieme alla cugina Elaine di Carbonek vive nel castello del Sacro Graal.
Pellinore è impegnato soprattutto nella sacra missione di catturare la favolosa Bestia Errante (una creatura magica con la testa di un serpente, il torso di un leopardo, le cosce di un leone, i piedi di un cervo), missione che lo impegnerà per anni, ma lui morirà senza riuscire a completarla. A proseguire la ricerca al suo posto sarà ser Palamede, il cavaliere saraceno.
Nel poema Le Morte d'Arthur di Thomas Malory, re Pellinore si schiera col giovane re Artù Pendragon, quando questi deve difendere in battaglia i suoi diritti alla corona di Britannia contro vassalli in rivolta e rivali al trono. Artù e i suoi battono in guerra undici re minori e riunificano la Britannia, e Pellinore uccide il re Lot di Lothian e Orkney nella battaglia di Tarabel (o Dimilioc). Questo provoca lo scoppio di una sanguinosa faida tra la famiglia di Pellinore e quella di Lot, i cui figli diventano anch'essi cavalieri della Tavola Rotonda. Pellinore stesso viene ucciso da ser Galvano e ser Gaheris, figli di Lot.

## Adattamenti
Una versione più comica di re Pellinore compare nel romanzo Re in eterno di T.H. White, quasi come una parodia degli ideali cavallereschi tanto celebrati nei poemi del ciclo bretone. Alla sua prima apparizione, Pellinore si imbatte in un altro cavaliere errante, tal ser Grummore, e i due, seguendo rigorosamente il costume dei cavalieri, prima si scambiano insulti e provocazioni di sfida, poi si affrontano in un duello accanito, infine diventano amici. A loro si unirà poi anche ser Palamede il Saraceno. Anche qui Pellinore è impegnato nella caccia alla favolosa Bestia Errante, un fardello che si tramanda nella sua famiglia da generazioni, senza evidenti prospettive di successo. Pellinore e il mostro poi sono affezionati l'uno all'altro, tanto che, quando una volta il cavaliere trova la Bestia in fin di vita e si rende conto che la colpa è sua, perché ha trascurato la caccia, la rifocilla, le promette di non mancare più ai suoi doveri e infine, datole un po' di vantaggio, riprende l'eterno inseguimento. L'autore del romanzo dà anche una spiegazione perché in Le Morte d'Arthur (cui lui stesso si ispirò) in seguito fu Palamede a proseguire la caccia alla Bestia: nel tentativo di far tornare all'amico Pellinore, momentaneamente immalinconito, la voglia di cacciare il mostro, il saraceno si era travestito da Bestia Errante, venendo però scambiato dal mostro autentico per una femmina della propria specie, quindi la Bestia si affezionò a Palamede e accettò di venire in seguito cacciata da lui.
Dal Re in eterno è stato tratto il film Disney La spada nella roccia (1963). Qui Pellinore (che nella versione italiana è chiamato Pilade) è uno smilzo cavaliere amico di ser Ettore.